# لایناته
لایناته (به ایتالیایی: Lainate) یک شهرستان (کومونه) در ایتالیا است که در استان میلان در ناحیه لمباردی واقع شده‌است.

## ویژگی‌ها
لایناته ۱۲٫۹ کیلومترمربع مساحت و ۲۴٬۱۴۶ نفر جمعیت دارد.

## خواهرخواندگان
شهرهای رزکنه و Rosice خواهرخوانده‌های لایناته هستند.

## نگارخانه

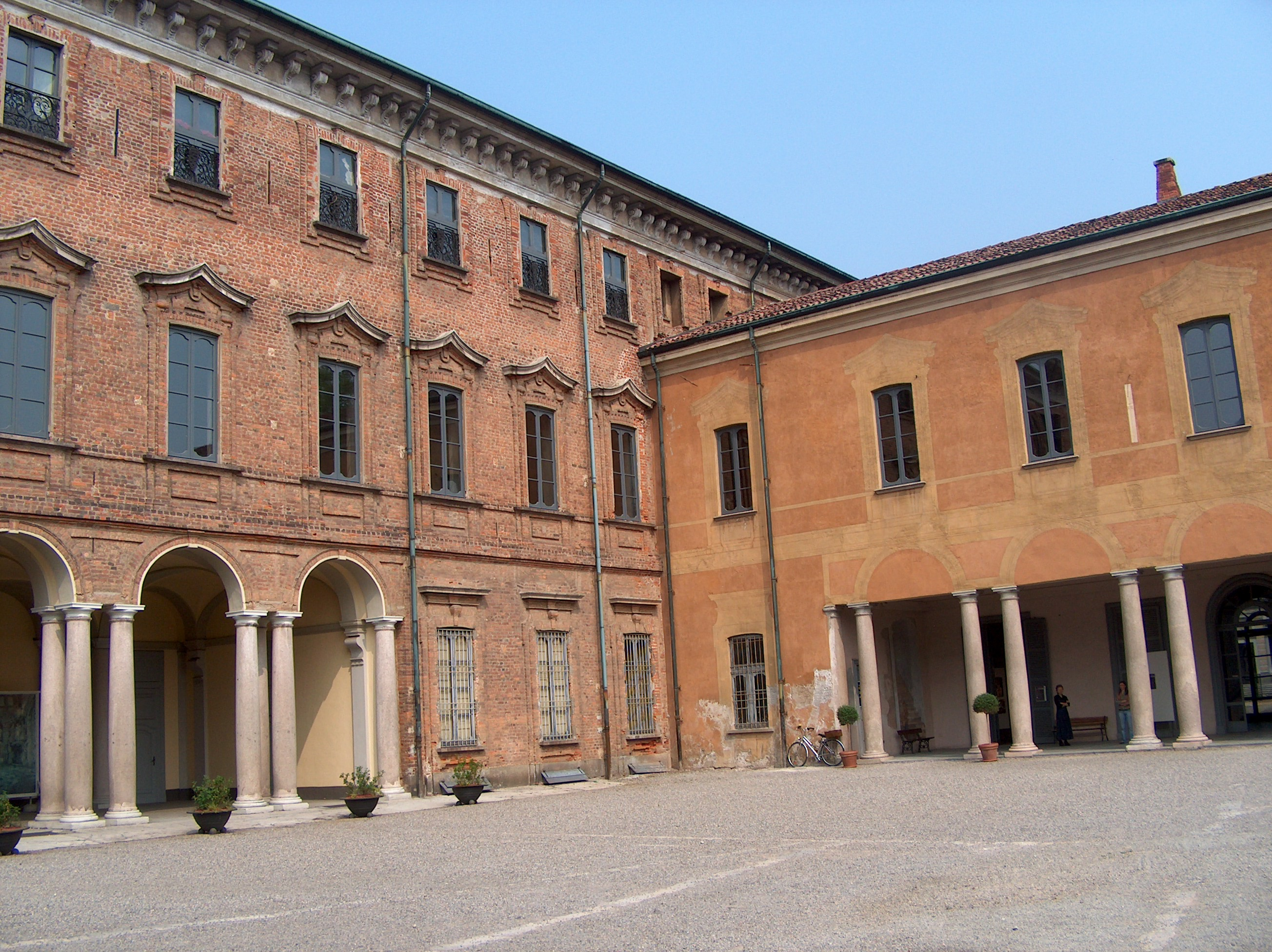
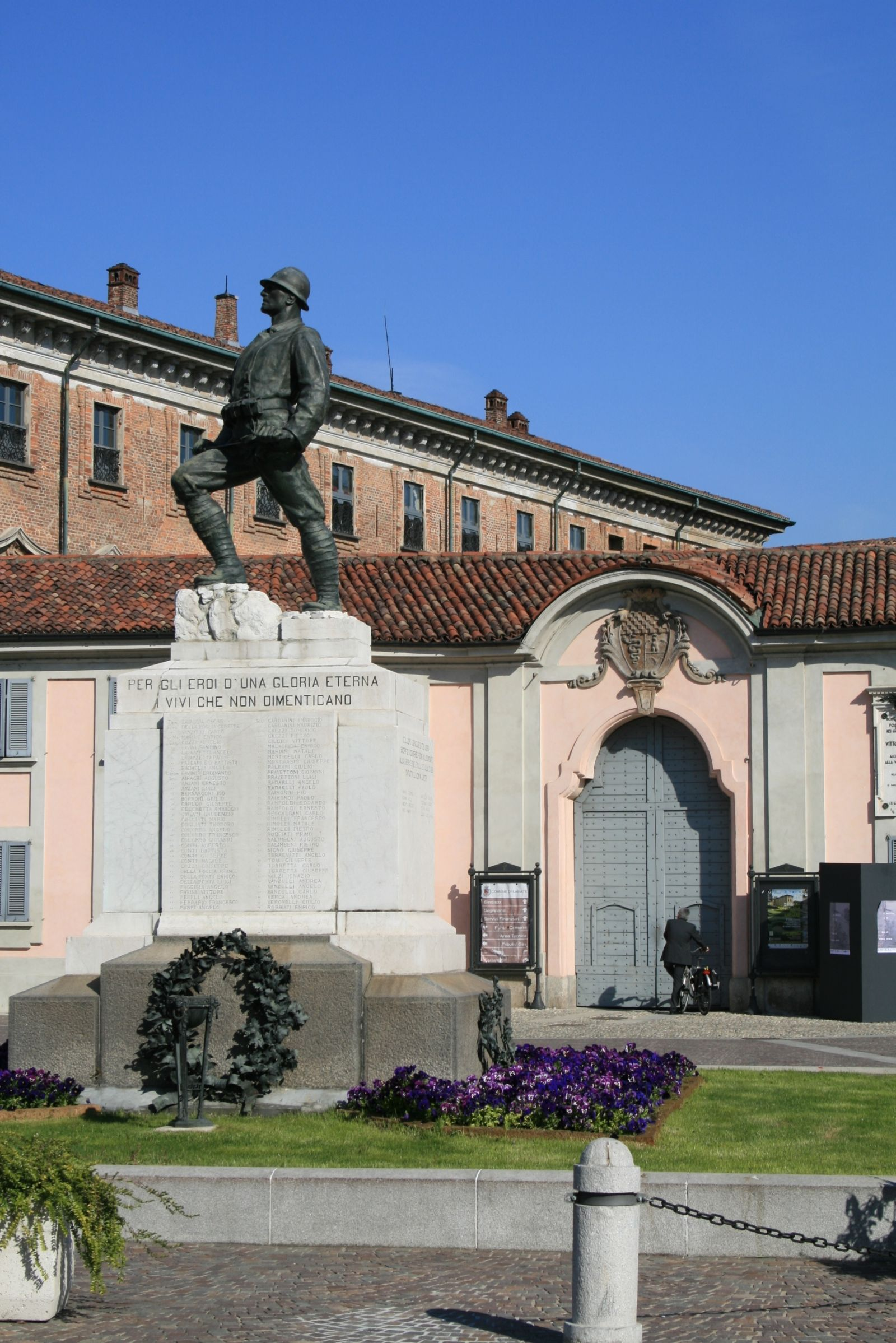
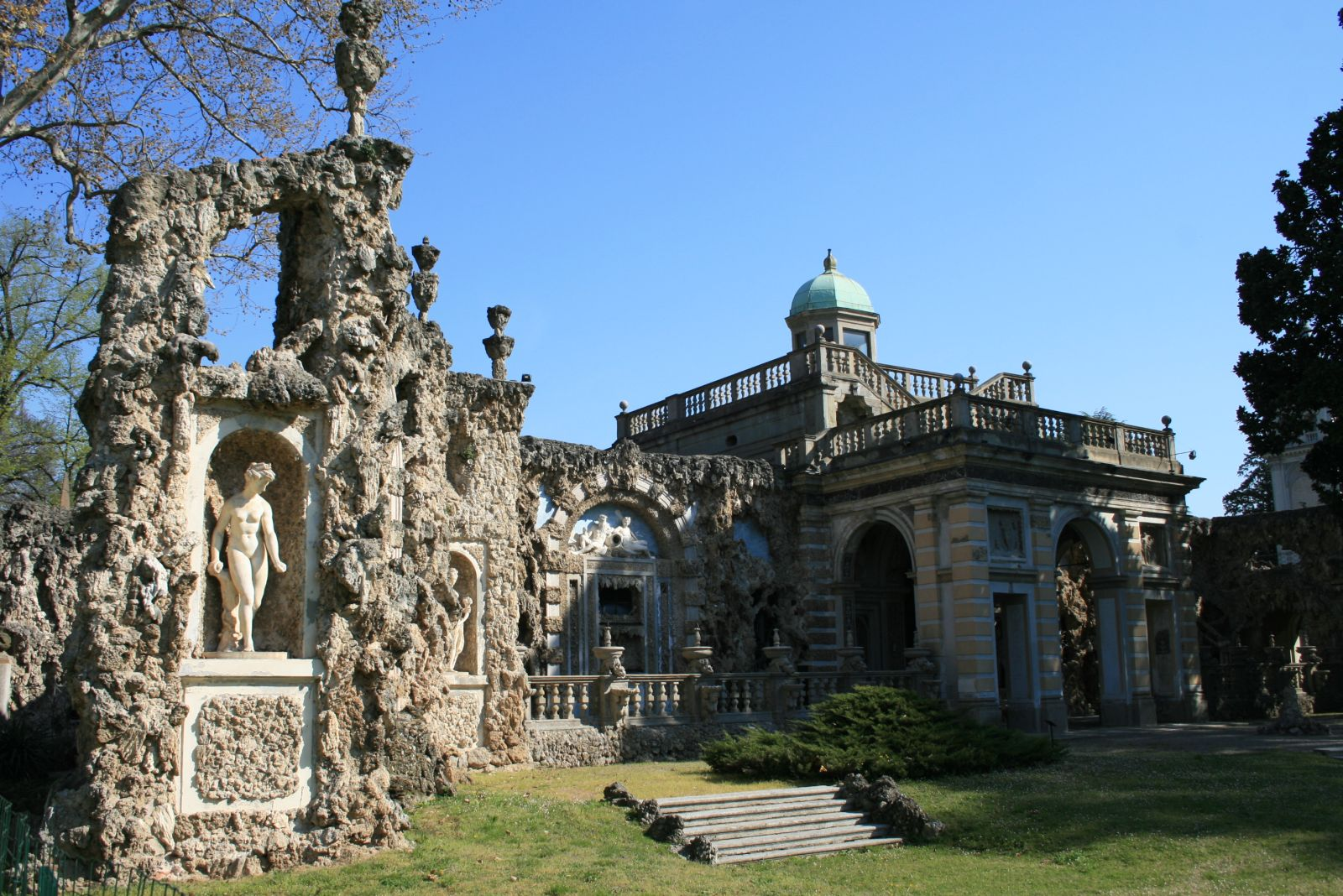
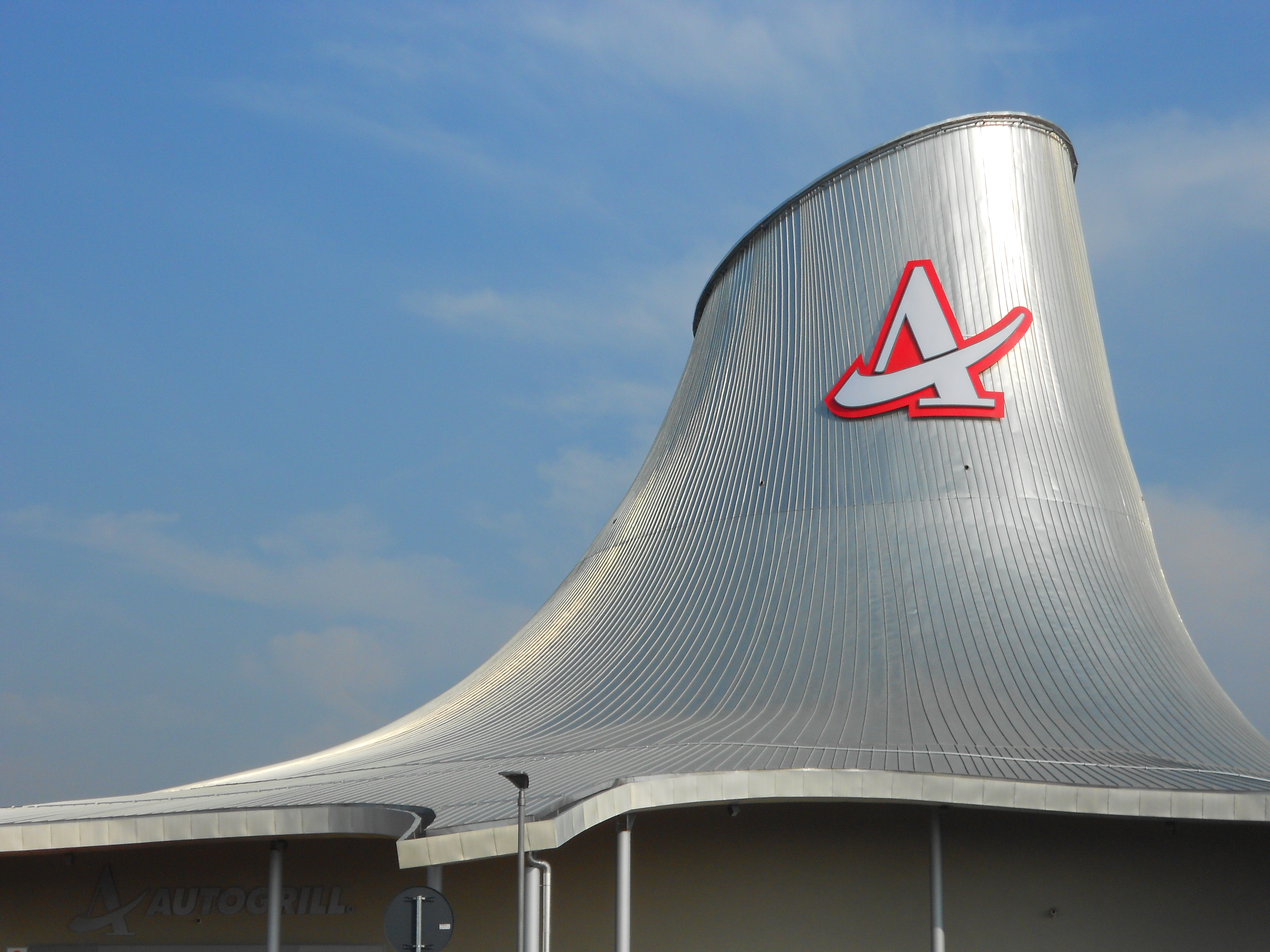